# Abanycha urocosmia
Abanycha urocosmia är en skalbaggsart som först beskrevs av Bates 1881.  Abanycha urocosmia ingår i släktet Abanycha och familjen långhorningar. Inga underarter finns listade i Catalogue of Life.